# Cernunnos
Cernunnos és una divinitat de la mitologia celta. Se'l representa com una figura antropomòrfica amb banyes i envoltat d'animals, probablement perquè era un déu de la fertilitat. Com altres divinitats celtes antigues apareix amb les cames creuades i en posició de repòs. Se sap poc del seu culte, ja que es conserven imatges però no molts textos que parlin d'ell, de fet el seu nom ve de les cròniques llatines sobre la religió dels celtes. Se n'han trobat restes iconogràfiques a Irlanda, Bretanya, terres dels gals i Espanya.